# Nicolae Lupescu
Pour les articles homonymes, voir Lupescu.
Nicolae Lupescu, né le 17 décembre 1940 à Bucarest et mort le 6 septembre 2017, est un footballeur international roumain ayant évolué au poste de défenseur.
Il compte 21 sélections et 2 buts en équipe nationale entre 1964 et 1972. Son fils Ioan est aussi footballeur.

## Biographie

### Carrière de joueur
Avec le club du Rapid Bucarest, il remporte un titre de champion de Roumanie et une Coupe de Roumanie. 
Avec cette même équipe, il joue quatre matchs en Coupe d'Europe des clubs champions.
Il dispute un total de 172 matchs en première division roumaine, pour 3 buts inscrits, et 134 matchs en première division autrichienne, pour 9 buts inscrits.

### Carrière internationale
Il compte 21 sélections et 2 buts avec l'équipe de Roumanie entre 1964 et 1972.
Nicolae Lupescu est convoqué pour la première fois par le sélectionneur national Valentin Stănescu pour un match amical contre la Yougoslavie le 21 septembre 1966 (victoire 2-1). Par la suite, le 22 septembre 1971, il inscrit son premier but en sélection contre la Finlande, lors d'un match des éliminatoires de l'Euro 1972 (victoire 4-0). Il reçoit sa dernière sélection le 17 juin 1972 contre l'Italie (3-3).
Il participe à la Coupe du monde de 1970, compétition lors de laquelle il joue trois matchs : contre l'Angleterre, la Tchécoslovaquie, et enfin le Brésil.

## Palmarès
- Avec le Rapid Bucarest :
  - Champion de Roumanie en 1967
  - Vainqueur de la Coupe de Roumanie en 1972
  - Vainqueur de la Coupe des Balkans en 1964 et 1966

## Statistiques

### Buts en sélection
Le tableau suivant liste les résultats de tous les buts inscrits par Nicolae Lupescu avec l'équipe de Roumanie.